# Villa Aréthuse-Trianon
La villa Aréthuse-Trianon est une villa de la Côte d'Azur construite en 1893 par Hans-Georg Tersling pour Georges de Montgomery sur le Cap Martin, à Roquebrune-Cap-Martin, dans les Alpes-Maritimes (France).

## Description
La villa comporte des colonnades et un petit pavillon, à son côté, évoque le Petit Trianon de Versailles. 